# Montchauvet, Yvelines
Montchauvet là một xã thuộc tỉnh Yvelines, trong vùng Île-de-France, Pháp, có cự ly khoảng 14 km về phía tây nam Mantes-la-Jolie.
Dân xã này trong tiếng Pháp gọi là Montecalvétien. Montchauvet nằm ở thung lũng Vaucouleurs. Các xã giáp ranh là: Dammartin-en-Serve và Boinvilliers về phía bắc, Tilly về phía tây, Courgent và Mulcent về phía đông và Civry-la-Forêt về phía nam.